# Patrick Kisnorbo
Patrick "Paddy" Fabio Maxime Kisnorbo, född 24 mars 1981 i Melbourne, är en australisk före detta professionell fotbollsspelare och mittback som när han avslutade spelarkarriären 2016 blev ungdomstränare i Melbourne City. Han spelade för South Melbourne, Hearts och Leicester innan han som en free agent kom till Leeds United 2009. Han vann utmärkelsen som divisionens bäste spelare i sin första säsong med Leeds, som slutade tvåa i League One och blev uppflyttade till Championship.
Kisnorbo gjorde 18 landskamper för Australien och representerade dessförinnan landet på ungdomsnivå. 